# 薩拉古湖
薩拉古湖（法語：Lac du Salagou）是法國埃罗省的一個水庫，它地處埃羅河支流萨拉古河流域。水庫面积约为750公顷。蒙彼利埃、贝济耶以及塞特等地的居民通過A75高速公路可以很方便地抵達薩拉古湖參觀。